# Ernestine Gilbreth Carey
Ernestine Moller Gilbreth Carey (nacida Gilbreth; Nueva York, 5 de abril de 1908-Fresno, 4 de noviembre de 2006) fue una escritora estadounidense.

## Primeros años y educación
Ernestine Moller Gilbreth nació en la ciudad de Nueva York el 5 de abril de 1908. Era hija de Frank Bunker Gilbreth, Sr. y Lillian Moller Gilbreth, los primeros expertos en gestión científica y pioneros de principios del siglo XX en el estudio de tiempos y movimientos y en lo que ahora es llamado comportamiento organizacional. Era la tercera mayor de doce hermanos (once de los cuales vivieron hasta la edad adulta), Creció en Montclair, Nueva Jersey, en un hogar poco convencional.
En vísperas de la graduación de Gilbreth Carey en la escuela secundaria, su padre sufrió un ataque cardíaco mortal, lo que retrasó un año sus planes universitarios, ya que las finanzas de la familia obligaron a su madre a volver a trabajar de inmediato para continuar con la labor que ella y su esposo hacían como consultores industriales y de gestión.
En 1929, Gilbreth Carey se graduó en Smith College con especialización en inglés.

## Carrera
Gilbreth Carey encontró trabajo como comprador y gerente de Macy's en 1930.
Trabajó allí hasta 1944, cuando su familia se mudó a Manhasset, en Long Island. Carey se sumergió en la comunidad y pasó más tiempo con sus hijos, pero pronto se dio cuenta de que necesitaba algo más que hacer y comenzó a escribir, redactando un borrador «basado en hechos» de una novela sobre su infancia.
Cuando su hermano Frank regresó del servicio en la Segunda Guerra Mundial, teniendo un difícil reingreso a la vida civil, su madre sugirió que Gilbreth Carey compartiera la novela con su hermano, quien había regresado a su profesión de periodista de antes de la guerra. Frank reforzó la prosa y le inyectó más humor.
La novela semiautográfica Trece por docena se publicó en 1948 y se adaptó en una película homónima en 1950. La pareja escribió una secuela, Belles on Their Toes (1950), que fue adaptada en una película homónima en 1952. Debido a que habían compartido sus historias (y sus vidas) en estas novelas, Ernestine y Frank decidieron compartir equitativamente entre sus hermanos y su madre todos los derechos de autor tanto de los libros como de las películas basadas en ellos.
Gilbreth Carey publicó tres novelas más durante la década de 1950, todas semiautobiográficas: Jumping Jupiter (1952); Rings Around Us (1956), un relato de los acontecimientos ocurridos desde la noche en que conoció a su futuro marido, hasta el La noche en que los dos vieron a su hija bailar charlestón cuando era estudiante de primer año de secundaria, y Giddy Moment (1958), aunque ninguno de ellos se acercaría a la popularidad de Trece por docena.
A partir de entonces, la carrera de Gilbreth Carey como escritora se estancó y nunca pudo encontrar un editor para sus dos últimas novelas, As Silver is Tried (década de 1960) y Razzle Dazzle (década de 1970). Después de la muerte de su madre en 1972, Carey se convirtió en la principal historiadora de la familia, especialmente interesada en asegurar el legado de sus dos padres, particularmente el de su madre, cuya impresionante carrera como ingeniera se extendió más de cuatro décadas después de la muerte del padre de Gilbreth Carey. Desde la década de 1970 hasta poco antes de su muerte en 2006, Gilbreth Carey investigó y escribió múltiples borradores de varias versiones de tratamientos biográficos tanto de sus padres como de su madre. Sin embargo, no pudo encontrar un editor interesado.
Además de su carrera como escritora, Gilbreth Carey participó activamente en el grupo anticensura Right to Read, Inc. y fue una ferviente defensora de las bibliotecas públicas, siendo administradora de la Biblioteca Pública de Manhasset durante la década de 1950 hasta que la familia se mudó a Arizona en 1959.
Durante la década de 1950 y principios de la de 1960, Gilbreth Carey disfrutó de una carrera moderadamente exitosa como oradora, especialmente para clubes de mujeres y bibliotecas locales. Basó la mayoría de sus charlas en sus principales intereses: su familia y el «derecho a leer» lo que uno quisiera. Gilbreth Carey también fue una alumni activa y ocupó cargos en los clubes locales de Smith College tanto en Long Island como en Phoenix. Fue fideicomisaria de Smith College de 1967 a 1972.

## Vida personal
En 1930, se casó con Charles Everett Chick Carey Sr., vendedor de Sperry Reed Corporation. La pareja tuvo dos hijos, Lillian Jill Carey Barley (nacida en 1938) y Charles Everett Carey Jr. (nacido en 1942), nacidos en Nueva York. Gilbreth Carey volvió a trabajar poco después del nacimiento de cada uno.

## Vida posterior y muerte
Carey residió en Reedley, California. Murió el 4 de noviembre de 2006 por causas naturales en Fresno, California, a los 98 años.

## Obras
Todas son novelas semiautobiográficas.
Serie Trece por docena (Cheaper by the Dozen) (con Frank Bunker Gilbreth, Jr.):
1. Trece por docena (Cheaper by the Dozen) (1948)
2. Belles on Their Toes (1950)

Independientes:
- Jumping Jupiter (1956)
- Rings Around Us (1956)
- Giddy Moment (1958)

## Adaptaciones
- Trece por docena (1950), película dirigida por Walter Lang, basada en la novela Trece por docena
- Bellezas por casar (1952), película dirigida por Henry Levin, basada en la novela Belles on Their Toes
- Cheaper by the Dozen (2003), película dirigida por Shawn Levy, basada en la novela Trece por docena
- Cheaper by the Dozen 2 (2005), película dirigida por Adam Shankman, basada en las novelas Trece por docena y Belles on Their Toes
- Cheaper by the Dozen (2022), película dirigida por Gail Lerner, basada en la novela Trece por docena